# Ginger Snaps : Aux origines du mal
Série Ginger Snaps
Résurrection
(2004)
Pour plus de détails, voir Fiche technique et Distribution.
Ginger Snaps : Aux origines du mal, ou Entre sœurs III : Le début au Québec (Ginger Snaps Back: The Beginning) est un film canadien réalisé par Grant Harvey, sorti en 2004.

## Synopsis
L'histoire se passe au XIXe siècle. Ginger et Brigitte (en tout point les mêmes que les Ginger et Brigitte des temps modernes, dans les deux premiers opus), perdues dans la forêt, trouvent refuge dans un fort. Celui-ci résiste de moins en moins aux assauts des créatures, les rations viennent à manquer. Ginger est mordue par une des créatures.

## Fiche technique
- Titre original : Ginger Snaps Back: The Beginning
- Titre français : Ginger Snaps : Aux origines du mal
- Titre québécois : Entre sœurs III : Le début
- Réalisation : Grant Harvey
- Scénario : Stephen Massicotte et Christina Ray
- Production : Paula Devonshire, Grant Harvey, Steven Hoban et Noah Segal
- Budget : 3,5 millions de dollars (2,25 millions d'euros)
- Musique : Alex Khaskin
- Photographie : Michael Marshall
- Montage : Ken Filewych
- Décors : Todd Cherniawsky
- Costumes : Alex Kavanagh
- Pays d'origine :  Canada
- Format : Couleurs - 1,85:1 - Dolby Digital - 35 mm
- Genre : Fantastique, horreur
- Durée : 94 minutes
- Dates de sortie :
  - Québec : 10 juillet 2004 (festival FanTasia)
  - Canada : 27 août 2004

## Distribution
Légende : VF = Version Française[réf. nécessaire] et VQ = Version Québécoise
- Katharine Isabelle (VF : Barbara Delsol ; VQ : Aline Pinsonneault) : Ginger Fitzgerald
- Emily Perkins (VF : Sylvie Jacob ; VQ : Camille Cyr-Desmarais) : Brigitte Fitzgerald
- Nathaniel Arcand (VF : Adrien Antoine ; VQ : Jean-François Beaupré) : le chasseur indien
- Tom McCamus (VF : Philippe Peythieu ; VQ : Guy Nadon) : Wallace Rowlands
- Hugh Dillon (VF : Jean-Pierre Leroux ; VQ : Mario Desmarais) : le révérend Gilbert
- JR Bourne (VQ : Gilbert Lachance) : James
- Adrien Dorval (VF : Sylvain Lemarié ; VQ : Thiéry Dubé) : Seamus
- Brendan Fletcher (VF : Alexandre Gillet ; VQ : Louis-Philippe Dandenault) : Finn
- David La Haye : Claude
- Matthew Walker (VF : Philippe Ariotti ; VQ : Paul Savoie) : doc Murphy
- Fabian Bird : Milo
- Kirk Jarrett : Owen
- David MacInnis : Cormac
- Stevie Mitchell : Geoffrey Rowlands
- Edna Rain : Elder

## Autour du film
- Le tournage s'est déroulé du 31 mars au 20 avril 2003 à Edmonton, dans la province d'Alberta.
- Ginger Snaps : Résurrection et Ginger Snaps : Aux origines du mal ont été tournés l'un à la suite de l'autre[3].
- Grant Harvey, qui réalise ce troisième et dernier film de la saga, était réalisateur de seconde équipe sur le premier et producteur du deuxième film.
- L'acteur Brendan Fletcher, qui apparaissait dans Ginger Snaps : Résurrection sous les traits de Jeremy, interprète ici un rôle différent.

## Distinctions
- Nomination au prix du meilleur montage son, par la Directors Guild of Canada en 2004.

## Saga Ginger Snaps
- 2000 : Ginger Snaps, de John Fawcett
- 2004 : Ginger Snaps : Résurrection (Ginger Snaps: Unleashed), de Brett Sullivan